# 학습성취도

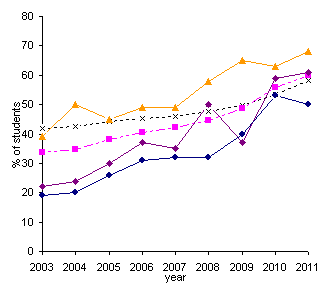
중등교육수료시험 결과의 상대적 성취도 차트

학습성취도 또는 학업성취도(영어: Academic achievement or Academic performance)는 학생, 교사, 교육기관이 교육적인 목표를 성취하기 위한 교육의 결과이다. 학습성취도는 일반적으로 시험이나 계속평가(continuous assessment)를 통해 측정하게 된다.

## 학습성취도에 영향을 주는 개인차
학습성취도에서 개인차는 지능이나 성향의 차이와 연결된다.
더 높은 정신적인 능력, 가령 IQ 테스트와 같은 것으로 증명된 학생들(빨리 배우는 학생)이나 더 성실한 학생들(노력과 성취동기와 이어진 학생)은 학습 상황에서 매우 높은 성취를 보이는 경향이 있다. 최근의 메타분석에 따르면, 지능이나 성실함에 더하여 지적 호기심이 학습성취도에 매우 큰 영향을 미친다. 또한 초등학교 1학년이 되면 가정교육에서 더 구조화된 교육환경으로 이행하게 되는데, 이 때의 초기교육 성취도가 학습성취도를 향상시킨다.
부모의 학습사회화는 부모가 자녀인 학생에게 공부와 관련한 기술, 행동, 태도를 형성하게 함으로써 학생의 학습성취도에 영향을 미치는 방식을 설명하는 말이다. 부모는 자녀들에게 가정환경과 자녀들과 나누는 이야기를 통해 영향을 미치는데, 이러한 학습사회화는 부모의 사회경제적 지위에 영향을 받게 된다. 고학력인 부모는 더 고무적인 교육환경을 제공하는 경향이 있다.
아이들의 생애 초기 몇 년 동안은 언어나 사회적 기술을 포함한 사회성을 개발하는 데에 매우 중요하다. 이러한 초기의 개발은 학교 적응을 돕고, 교육적 기대에 적응할 수 있도록 한다.
학습성취도를 강화하는 다른 중요한 요인은 신체활동이다. 신체활동과 관련한 연구들은 신체활동이 뇌의 신경활동을 증진한다는 것을 나타내고 있다. 운동은 특히 주의 지속시간이나 작업기억과 같은 실행두뇌(Executive brain)의 기능을 강화한다.

## 같이 보기
- 학력